# Cowcaddens (metropolitana di Glasgow)
Cowcaddens è una stazione dell'unica linea della metropolitana di Glasgow. Si trova nella zona nord della città.
È stata aperta nel 1896 insieme alla metropolitana e rimodernata negli anni 1977–1980, quando è stata costruita la biglietteria e installati gli ascensori. Mantiene tuttavia la banchina originale a isola.

## Interscambi
La stazione è collegata con i seguenti trasporti pubblici:
- fermata autobus urbani

## Servizi
La stazione dispone di:
- biglietteria automatica